# 佩尔指数
佩尔指数（英語：Pearl Index），又称为珍珠指数，是用来衡量不同避孕方式有效性最常用的标准。该方法由美国生物学家雷蒙德·佩尔于1933年提出。
佩尔指数是指一年内每100名女性使用某一避孕方式但仍意外妊娠的次数。其计算式为：
{\displaystyle {\mbox{佩  尔  指  数}}={\frac {{\mbox{妊  娠  数}}\cdot 12}{{\mbox{女  性  人  数}}\cdot {\mbox{月 数}}}}\cdot 100}
佩尔指数越低，表明该避孕方式的可靠性越高。